# Moosjisee
Der Moosjisee (auch Mossjesee, Mosjesee, Moosjesee) ist ein Speichersee im Findeltal oberhalb von Zermatt im Schweizer Kanton Wallis. Der See liegt auf einer Höhe von 2139 m ü. M. leicht nördlich des Findelbachs.
Der Speichersee  dient der Stromerzeugung und Pistenbeschneiung. Er wird unter anderem durch die Gletschermilch des Findelgletschers gespeist und erhält daher seine charakteristische milchig-türkisblaue Farbe.

## Zugang
Der Moosjisee ist der zweitletzte der fünf Seen am 5-Seenweg Zermatt, der von Blauherd nach Sunnegga führt.

## Einzelnachweise

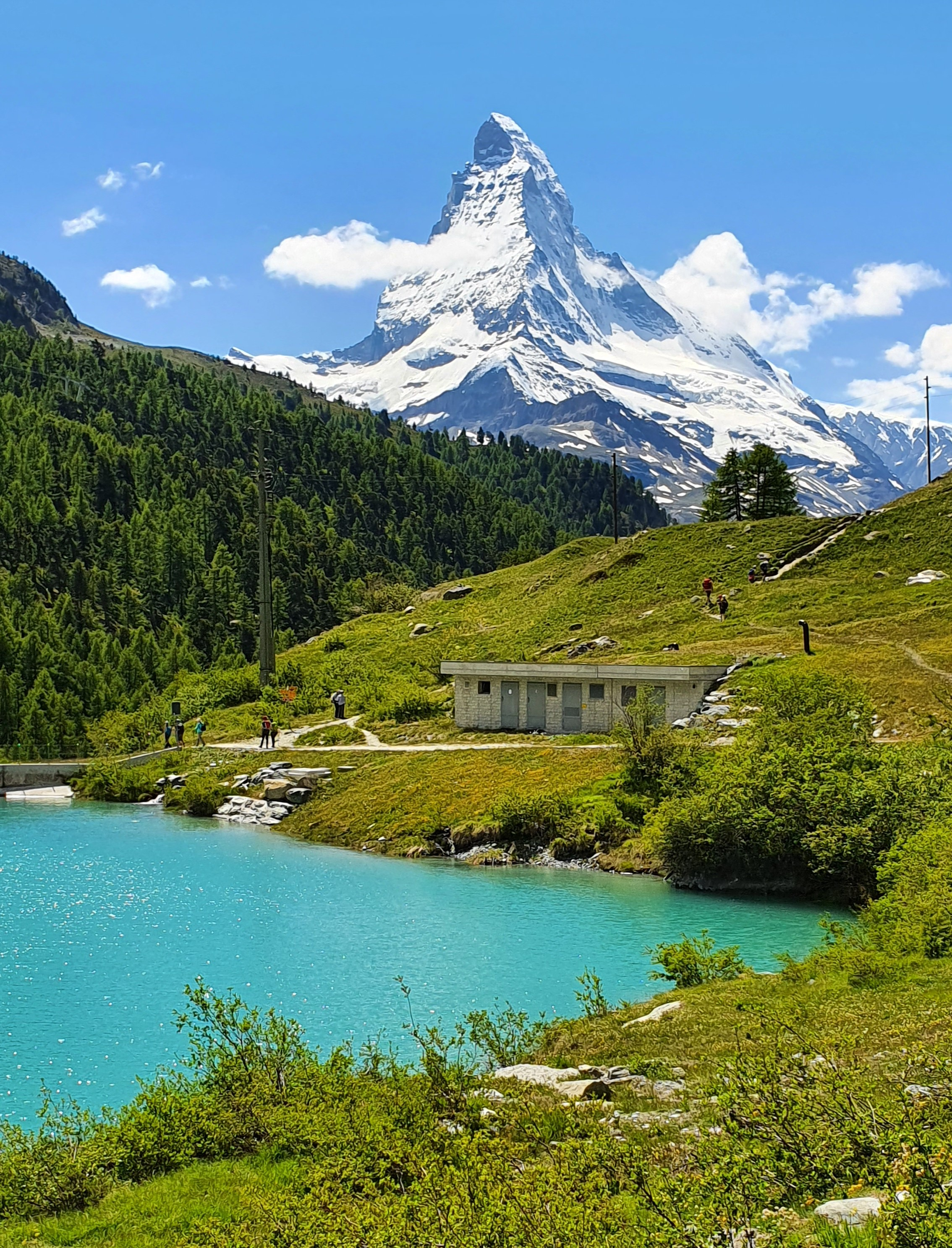
Moosjisee mit Matterhorn